# Az Egyesült Nemzetek Szervezete Biztonsági Tanácsának 1970. számú határozata
Az Egyesült Nemzetek Szervezete Biztonsági Tanácsának 1970. számú határozata egy olyan döntés volt, melyet az ENSZ BT tagjai 2011. február 26-án egyhangúlag hagytak jóvá. A határozatban elítélték, hogy Moammer Kadhafi halálos seregeket küldött a 2011-es líbiai felkelésben részt vevő tüntetők ellen. Ezt nemzetközi szankciókkal akarták megtorolni.
Ez a határozat volt az első olyan alkalom, hogy a tanács egyhangúlag állított egy országot a Nemzetközi Büntetőbíróság elé.

## Előzmények
A 2011-es felkelésben Kadhafi támogatói a levegőből bombázták a Tripoliban tüntetőket. Ezt a legtöbb szervezet rögtön elítélte. Az ENSZ a kormánytól függetlenedő diplomaták kérésére hívta össze a BT ülését.

## Elfogadása
Az 1970. számú határozatot Franciaország, Németország, az USA és az Egyesült Királyság javaslatára egy egész napos vita után fogadták el. Abdurrahman Mohamed Shalgam, Líbiának az Egyesült Nemzetek Szervezetéhez akkreditált nagykövete, aki elfordult Kadhafi kormányától, azt szorgalmazta, hogy az ENSZ BT foglaljon állást a Líbiában történtekről. Kínát, Indiát és Oroszországot is rábeszélte, hogy támogassanak egy utalást a Nemzetközi Büntetőbíróságra. Ezen államok eredeti véleménye szerint ez csak elmérgesítené a helyzetet. Oroszország biztosítékokat kért, hogy egyik ország sem az ENSZ határozatát hivatkozási alapnak tekinteni ahhoz, hogy Líbiában beavatkozzon. Ugyanakkor ebben a határozatban még nem engedélyezték – a líbiai képviselők kérése ellenére – hogy az ország fölött repüléstilalmi övezetet alakítsanak ki.

## A határozat

### Megfigyelések
A határozat bevezetőjében a Tanács súlyos aggodalmainak adott hangot a líbiai helyzetet illetően, és elutasította, hogy a hadsereget civilek ellen vessék be. Ugyanakkor az elnyomást és az emberi jogokmegsértését, valamint a líbiai kormánynak az erőszak elkendőzésére tett kísérleteit is elutasította. Ugyanakkor köszönettel vette és üdvözölte a Tanács az Afrikai Unió, az Arab Liga, az Iszlám Konferencia Szervezete, valamint az ENSZ Emberi Jogi Tanácsának a jelentéseit. A tüntetők elleni ilyen nagy mértékű beavatkozást emberiesség elleni bűncselekménynek minősítették.
A menekültek helyzetével, az egészségügyi készletek szűkösségével, valamint külföldiek jólétével kapcsolatban is kétségek fogalmazódtak meg. A Biztonsági Tanács rámutatott, hogy a líbiai kormány feladatai közé tartozik népének védelme, a gyülekezési jog, a szólás- és a sajtószabadság biztosítása. Felhívta az ország vezetőségének a figyelmét, hogy ezeket még a civilek elleni támadás során is érvényesíteni kell.
A határozat szövege engedélyezi a Nemzetközi Büntetőbíróságnak, hogy olyan ügyeket vizsgáljon, melyekkel az ENSZ BT az elmúlt 12 hónapban foglalkozott. Ugyanakkor fenntartja magának a jogot a nemzetközi béke és biztonság fenntartásában való részvételhez.

### Rendelkezések
A határozat többi részét az ENSZ Alapokmányának VII. fejezete, valamint 41. szakasza alapján hozták meg, így azok nemzetközi jogilag hatályosak, a bennük foglaltak betartása kötelező.
A Tanács követeli, hogy Líbiában azonnal hagyjanak fel az erőszakkal, és a kormány haladéktalanul teljesítse a nép jogos követeléseit. Sürgette, hogy a hatóságok mihamarabb ismerjék el, tartsák és tartassák be a humanitárius előírásokat, valamint a nemzetközileg védett emberi jogokat, tanusítsanak önmérsékletet, biztosítsák a külföldiek, valamint a humanitárius szállítmányok biztonságát, és számolják fel a médiát sújtó korlátozásokat. A külföldiek evakuálásához nemzetközi segítséget ígértek.
A határozat következő részében a líbiai helyzet kivizsgálást a Nemzetközi Büntetőbíróság mellett dolgozó ügyész feladatkörébe utalja. Felszólítja, hogy az 1970. határozat elfogadását követő két hónapon belül, majd ezt követően félévente számoljon be arról, a líbiai hivatalnokok miképp járulnak hozzá az ügyek kivizsgálásához. Líbia tekintetében fegyverembargót rendeltek el, melynek értelmében nem lehet az országba be, illetve onnan ki fegyvert szállítani. A Líbiával szomszédos országokat arra biztatták, hogy a gyanús szállítmányokat kutassák át, hátha van a rakományban fegyver. Emellett az érintett országokat felszólította, hogy állítsák meg a Líbiába áramló zsoldosokat is. A továbbiakban a rezsimhez tartozó, illetve ahhoz szorosan kötődő emberekkel szemben utazási embargót és számláik befagyasztását rendelték el. Az így befagyasztott eszközöket a lakosság jólétére kell felhasználni.
A Biztonsági Tanács felállított egy Bizottságot, melynek az a feladata, hogy figyelemmel kísérje a szankciók betartatását, figyelemmel kísérje az összetűzéseket, és esetlegesen további személyekkel, szervezetekkel szemben rendeljen el szankciókat. Minden országot arra kértek, hogy küldjön humanitárius segélyeket Líbia számára. A határozat végén a Tanács kijelenti, hogy amennyiben szükséges, a határozatban foglaltakat felülvizsgálja, módosítja, valamint az aktuális helyzet fényében enyhít a szankciókat, vagy újabbakat vezet be.

#### Utazási tilalom
Kadhafi kormányak a következő tagjait érinti az utazási tilalom:
- Dr Abdulqader Mohammed Al-Baghdadi, a Forradalmi Bizottságok Összekötő Irodájának a vezetője
- Abdulqader Yusef Dibri, Moammer Kadhafi és a rezsim biztonságáért felelős csoport vezetője
- Abu Zayd Umar Dorda, a Külbiztonsági Szervezet vezetője
- Major General Abu Bakr Yunis Jabir, hadügyminiszter
- Matuq Mohammed Matuq, infrastruktúráért felelős államtitkár
- Sayyid Mohammed Qadhaf Al-dam, Moammer Kadhafi unokatestvére
- Ayesha Kadhafi, Moammer Kadhafi lánya
- Hannibal Muammar al-Gaddafi, Moammer Kadhafi fia
- Khamis Gaddafi, Moammer Kadhafi fia, a Kámis Brigád vezetője
- Muhammad Kadhafi, Moammer Kadhafi fia
- Moammer Kadhafi, a forradalom vezére, a fegyveres erők főparancsnoka
- Moatessem-Billal Kadhafi, Moammer Kadhafi fia, nemzetbiztonsági tanácsadó
- Al-Saadi Kadhafi, Moammer Kadhafi fia, a Speciális Hadsereg vezetője
- Saif al-Arab Kadhafi, Moammer Kadhafi fia
- Saif al-Islam Muammar Kadhafi, A Gaddafi Foundation vezetője, Moammer Kadhafi fia
- Abdullah Senussi ezredes, a Katonai Hírszerzés főnöke, Moammer Kadhafi sógora

#### A számlák befagyasztása

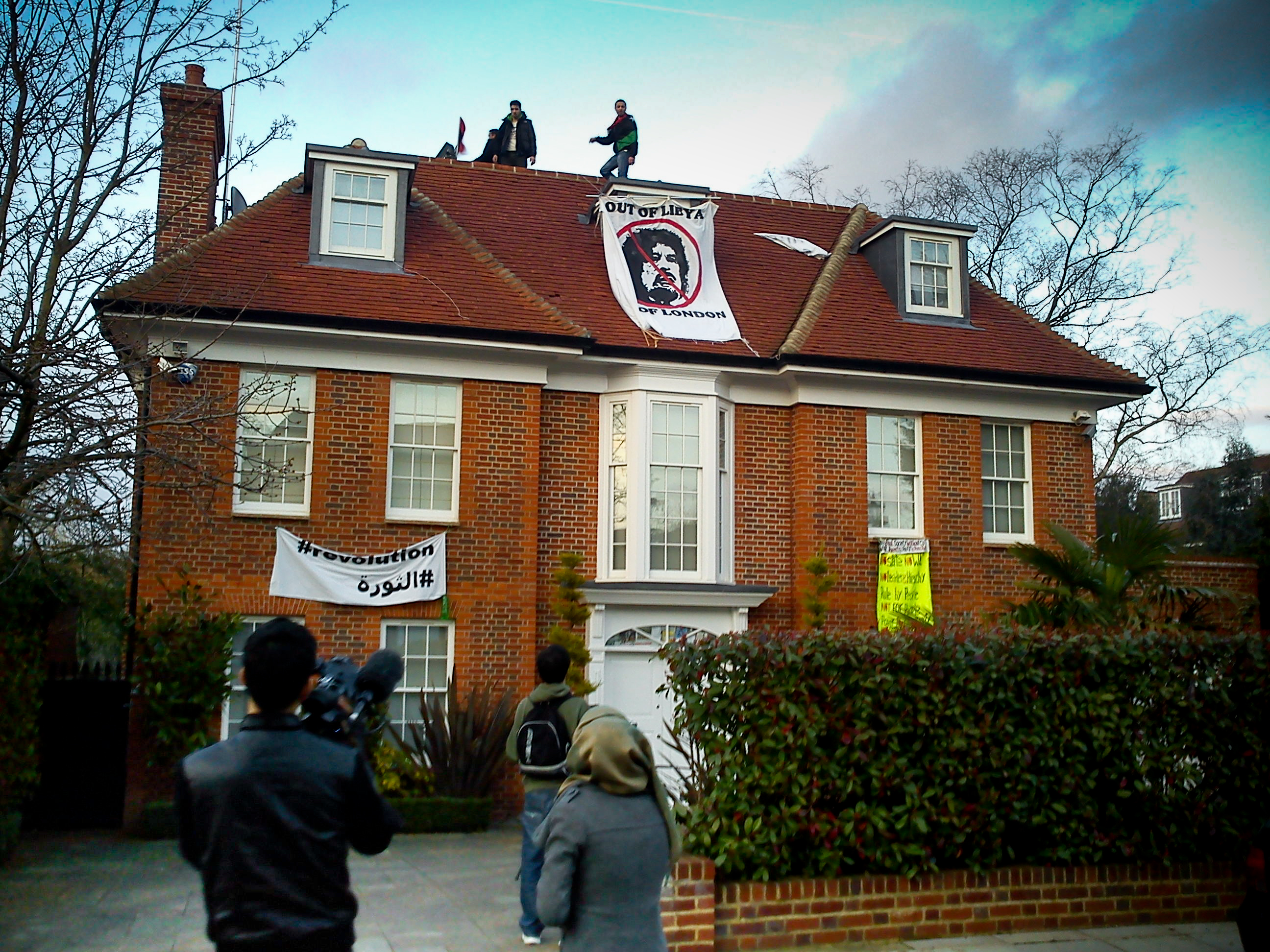
Saif al-Islam Gaddafi háza Londonba, amit a magukat Topple the Tyrantsnek nevező társaság vett körbe

A következő emberekkel szemben az utazási tilalom mellett számláik befagyasztását is elrendelték.
- Ayesha al-Gaddafi
- Hannibal Muammar al-Gaddafi
- Khamis Gaddafi
- Muammar Gaddafi
- Moatessem-Billal al-Gaddafi
- Saif al-Islam Muammar Al-Gaddafi